# Kings Marsh
Kings Marsh is een civil parish in het bestuurlijke gebied Cheshire West and Chester, in het Engelse graafschap Cheshire met 30 inwoners.